# 久米島
久米島（くめじま）は、沖縄本島から西に約100 km、沖縄諸島に属する島で、最も西に位置する島である。人口は7000人程度で、行政上は島全域が久米島町に含まれる。面積は59.53 km2で、沖縄県内では、沖縄本島、西表島、石垣島、宮古島に次いで5番目に大きな島である。スクーバダイビング地として有名で、3つのリゾートホテルが存在する。長く広がるイーフビーチ周辺には民宿なども多く点在する。また、東北楽天ゴールデンイーグルスが発足年度からこの地にキャンプを構えたことで、プロ野球ファンにも広く知られるようにもなった。

## 地勢・自然
火成岩からなる島で全体に山がちではあるが、東海上には「ハテの浜」と呼ばれる全長5 km以上ものサンゴ洲島 (coral sand cay) が連なっている。
水が豊富で、古くから沖縄県では米所として知られた。生物は沖縄本島と共通する部分が多いが、固有種も生育・生息する。

### 固有種
例えばクメジマボタルは幼虫が水生の蛍としてゲンジボタルやヘイケボタルと共に例外的に分布し、現在は保護のために「久米島ホタル館」が中心となって活動をしている。他にも日本国内で唯一の淡水性の蛇であるキクザトサワヘビなどが分布する。また、久米島のハブは独特の斑紋の個体があり、胴体の上部にしか模様がない。クメジマハブと呼ばれることがある。
久米島の名を持つ生物に、以下のようなものがある。
- クメトカゲモドキ（Goniurosaurus kuroiwae yamashinae）
- クメジマボタル（Luciola owadai）
- クメジマミナミボタル（オランダ語版）（Drilaster kumejimensis）
- クメコシビロザトウムシ（オランダ語版）（Parabeloniscus shimojanai）
- クメジマミナミサワガニ（オランダ語版）（Candidiopotamon kumejimense）
- クメジマドウクツガザミ（オランダ語版）（Atoportunus dolichopus）
- クメジママイマイ（Satsuma mercatoria kumejimaensis）
- クメザンショウ
- クメジマハイ（Sinomicrurus japonicus takarai）

### ラムサール条約登録湿地
2008年（平成20年）10月30日、絶滅危惧種であるキクザトサワヘビの生息地である宇江城岳（久米島の最高峰で、標高は310.4m）の渓流及び湿地255haが、「久米島の渓流・湿地」としてラムサール条約に登録された。また同地域は1998年6月15日に、種の保存法に基づく「宇江城岳喜久里沢蛇生息地保護区」の管理区域に指定されている（全体で600ha）。
一帯にはボチョウジ、オキナワジイ、リュウキュウマツなどの植物が生えており、アマミヤマシギ、キクザトサワヘビ、リュウキュウヤマガメ、クメトカゲモドキなどの動物が生息している。河川の水は地場産業の酒造業にも用いられる一方、取水による河川の水量の減少、外来種のウシガエルの侵入および豪雨、洪水などの災害が生態系に大きな脅威をもたらした。

### 気候
古くから稀に降雪が伝えられてきたが、1977年2月17日に雪（みぞれ）を観測した。県内ではこれ以来約39年間1度も雪は観測されていなかったが、2016年1月24日、沖縄県としては2度目となる雪を沖縄本島と共に観測した。また、本土復帰前の1963年1月20日には、沖縄県内の観測史上最低気温となる2.9°Cを記録した。
| 久米島特別地域気象観測所（久米島町字謝名堂、標高5m）の気候 | 久米島特別地域気象観測所（久米島町字謝名堂、標高5m）の気候 | 久米島特別地域気象観測所（久米島町字謝名堂、標高5m）の気候 | 久米島特別地域気象観測所（久米島町字謝名堂、標高5m）の気候 | 久米島特別地域気象観測所（久米島町字謝名堂、標高5m）の気候 | 久米島特別地域気象観測所（久米島町字謝名堂、標高5m）の気候 | 久米島特別地域気象観測所（久米島町字謝名堂、標高5m）の気候 | 久米島特別地域気象観測所（久米島町字謝名堂、標高5m）の気候 | 久米島特別地域気象観測所（久米島町字謝名堂、標高5m）の気候 | 久米島特別地域気象観測所（久米島町字謝名堂、標高5m）の気候 | 久米島特別地域気象観測所（久米島町字謝名堂、標高5m）の気候 | 久米島特別地域気象観測所（久米島町字謝名堂、標高5m）の気候 | 久米島特別地域気象観測所（久米島町字謝名堂、標高5m）の気候 | 久米島特別地域気象観測所（久米島町字謝名堂、標高5m）の気候 |
| 月                                                         | 1月                                                        | 2月                                                        | 3月                                                        | 4月                                                        | 5月                                                        | 6月                                                        | 7月                                                        | 8月                                                        | 9月                                                        | 10月                                                       | 11月                                                       | 12月                                                       | 年                                                         |
| ---------------------------------------------------------- | ---------------------------------------------------------- | ---------------------------------------------------------- | ---------------------------------------------------------- | ---------------------------------------------------------- | ---------------------------------------------------------- | ---------------------------------------------------------- | ---------------------------------------------------------- | ---------------------------------------------------------- | ---------------------------------------------------------- | ---------------------------------------------------------- | ---------------------------------------------------------- | ---------------------------------------------------------- | ---------------------------------------------------------- |
| 最高気温記録 °C （°F）                                     | 27.4 (81.3)                                                | 27.0 (80.6)                                                | 28.7 (83.7)                                                | 30.2 (86.4)                                                | 32.1 (89.8)                                                | 33.7 (92.7)                                                | 34.9 (94.8)                                                | 35.3 (95.5)                                                | 34.5 (94.1)                                                | 32.4 (90.3)                                                | 30.2 (86.4)                                                | 29.4 (84.9)                                                | 35.3 (95.5)                                                |
| 平均最高気温 °C （°F）                                     | 19.5 (67.1)                                                | 20.0 (68)                                                  | 21.8 (71.2)                                                | 24.3 (75.7)                                                | 27.0 (80.6)                                                | 29.9 (85.8)                                                | 32.0 (89.6)                                                | 31.8 (89.2)                                                | 30.5 (86.9)                                                | 27.9 (82.2)                                                | 24.9 (76.8)                                                | 21.4 (70.5)                                                | 25.9 (78.6)                                                |
| 日平均気温 °C （°F）                                       | 17.0 (62.6)                                                | 17.3 (63.1)                                                | 19.0 (66.2)                                                | 21.5 (70.7)                                                | 24.2 (75.6)                                                | 27.2 (81)                                                  | 29.0 (84.2)                                                | 28.9 (84)                                                  | 27.7 (81.9)                                                | 25.3 (77.5)                                                | 22.4 (72.3)                                                | 19.0 (66.2)                                                | 23.2 (73.8)                                                |
| 平均最低気温 °C （°F）                                     | 14.6 (58.3)                                                | 14.8 (58.6)                                                | 16.3 (61.3)                                                | 19.0 (66.2)                                                | 21.8 (71.2)                                                | 25.1 (77.2)                                                | 26.7 (80.1)                                                | 26.5 (79.7)                                                | 25.3 (77.5)                                                | 23.2 (73.8)                                                | 20.3 (68.5)                                                | 16.6 (61.9)                                                | 20.8 (69.4)                                                |
| 最低気温記録 °C （°F）                                     | 2.9 (37.2)                                                 | 4.0 (39.2)                                                 | 3.2 (37.8)                                                 | 6.8 (44.2)                                                 | 12.9 (55.2)                                                | 16.4 (61.5)                                                | 20.4 (68.7)                                                | 19.8 (67.6)                                                | 15.5 (59.9)                                                | 11.6 (52.9)                                                | 9.0 (48.2)                                                 | 5.4 (41.7)                                                 | 2.9 (37.2)                                                 |
| 降水量 mm （inch）                                         | 138.3 (5.445)                                              | 141.2 (5.559)                                              | 195.5 (7.697)                                              | 196.8 (7.748)                                              | 260.3 (10.248)                                             | 307.4 (12.102)                                             | 154.4 (6.079)                                              | 197.7 (7.783)                                              | 235.6 (9.276)                                              | 152.7 (6.012)                                              | 129.6 (5.102)                                              | 134.0 (5.276)                                              | 2,243.5 (88.327)                                           |
| 平均降水日数 （≥0.5 mm）                                   | 14.3                                                       | 13.3                                                       | 14.6                                                       | 13.3                                                       | 13.8                                                       | 12.6                                                       | 9.1                                                        | 10.9                                                       | 12.3                                                       | 10.3                                                       | 10.5                                                       | 12.5                                                       | 147.5                                                      |
| % 湿度                                                     | 68                                                         | 70                                                         | 73                                                         | 76                                                         | 80                                                         | 84                                                         | 80                                                         | 80                                                         | 78                                                         | 73                                                         | 70                                                         | 68                                                         | 75                                                         |
| 平均月間日照時間                                           | 75.2                                                       | 80.1                                                       | 107.6                                                      | 118.4                                                      | 136.2                                                      | 158.9                                                      | 250.3                                                      | 231.9                                                      | 198.6                                                      | 162.3                                                      | 108.3                                                      | 89.9                                                       | 1,717.8                                                    |
| 出典：気象庁 (平均値：1991年-2020年、極値：1958年-現在)    |                                                            |                                                            |                                                            |                                                            |                                                            |                                                            |                                                            |                                                            |                                                            |                                                            |                                                            |                                                            |                                                            |

| 北原 (標高7m)の気候                                      | 北原 (標高7m)の気候 | 北原 (標高7m)の気候 | 北原 (標高7m)の気候 | 北原 (標高7m)の気候 | 北原 (標高7m)の気候 | 北原 (標高7m)の気候 | 北原 (標高7m)の気候 | 北原 (標高7m)の気候 | 北原 (標高7m)の気候 | 北原 (標高7m)の気候 | 北原 (標高7m)の気候 | 北原 (標高7m)の気候 | 北原 (標高7m)の気候 |
| 月                                                       | 1月                 | 2月                 | 3月                 | 4月                 | 5月                 | 6月                 | 7月                 | 8月                 | 9月                 | 10月                | 11月                | 12月                | 年                  |
| -------------------------------------------------------- | ------------------- | ------------------- | ------------------- | ------------------- | ------------------- | ------------------- | ------------------- | ------------------- | ------------------- | ------------------- | ------------------- | ------------------- | ------------------- |
| 最高気温記録 °C （°F）                                   | 26.3 (79.3)         | 26.4 (79.5)         | 27.2 (81)           | 29.7 (85.5)         | 32.1 (89.8)         | 33.7 (92.7)         | 34.7 (94.5)         | 35.3 (95.5)         | 34.6 (94.3)         | 32.7 (90.9)         | 30.4 (86.7)         | 28.2 (82.8)         | 35.3 (95.5)         |
| 平均最高気温 °C （°F）                                   | 19.5 (67.1)         | 20.4 (68.7)         | 21.7 (71.1)         | 24.1 (75.4)         | 27.0 (80.6)         | 29.7 (85.5)         | 32.0 (89.6)         | 31.9 (89.4)         | 30.9 (87.6)         | 28.2 (82.8)         | 25.3 (77.5)         | 21.4 (70.5)         | 26.0 (78.8)         |
| 日平均気温 °C （°F）                                     | 17.1 (62.8)         | 17.8 (64)           | 18.9 (66)           | 21.3 (70.3)         | 24.3 (75.7)         | 27.2 (81)           | 29.2 (84.6)         | 29.1 (84.4)         | 28.0 (82.4)         | 25.5 (77.9)         | 22.7 (72.9)         | 19.0 (66.2)         | 23.3 (73.9)         |
| 平均最低気温 °C （°F）                                   | 14.8 (58.6)         | 15.3 (59.5)         | 16.3 (61.3)         | 18.8 (65.8)         | 22.0 (71.6)         | 25.2 (77.4)         | 27.1 (80.8)         | 26.9 (80.4)         | 25.8 (78.4)         | 23.5 (74.3)         | 20.6 (69.1)         | 16.7 (62.1)         | 21.1 (70)           |
| 最低気温記録 °C （°F）                                   | 5.1 (41.2)          | 8.6 (47.5)          | 8.4 (47.1)          | 12.7 (54.9)         | 15.0 (59)           | 18.8 (65.8)         | 21.8 (71.2)         | 23.5 (74.3)         | 20.2 (68.4)         | 17.7 (63.9)         | 13.4 (56.1)         | 8.5 (47.3)          | 5.1 (41.2)          |
| 降水量 mm （inch）                                       | 108.9 (4.287)       | 111.6 (4.394)       | 163.9 (6.453)       | 174.8 (6.882)       | 246.1 (9.689)       | 319.1 (12.563)      | 170.7 (6.72)        | 208.2 (8.197)       | 203.9 (8.028)       | 147.0 (5.787)       | 120.4 (4.74)        | 106.8 (4.205)       | 2,055.6 (80.929)    |
| 平均降水日数 （≥1.0 mm）                                 | 12.2                | 11.7                | 11.9                | 11.3                | 12.2                | 11.9                | 7.3                 | 11.9                | 10.9                | 8.2                 | 9.5                 | 10.0                | 128.7               |
| 出典1：理科年表                                          |                     |                     |                     |                     |                     |                     |                     |                     |                     |                     |                     |                     |                     |
| 出典2：気象庁 (平均値：2003年-2020年、極値：2003年-現在) |                     |                     |                     |                     |                     |                     |                     |                     |                     |                     |                     |                     |                     |

## 交通

### 道路
- 沖縄県道89号久米島空港真泊線（主要地方道）
- 沖縄県道175号兼城港線
- 沖縄県道242号宇根仲泊線
- 沖縄県道245号久米島一周線

### 路線バス
- 久米島町営バスが一周線・島尻線・空港線の3路線が運行しており、空港線は飛行機のダイヤに合わせている。
- 路線バスではないが久米島交通と、観光バス久米島が、観光バスを運行している。

### 船便
- 久米島兼城港～那覇市泊港間を約4時間で運航。
- 久米商船が毎日午前と午後の2便、島内の兼城港と那覇港（泊ふ頭）との間を運航しており、うち午前便は渡名喜島を経由する（3月～11月の週末は兼城港発のみ午後便も渡名喜島を経由）。
- なおゴールデンウィークと8月を除く月曜日と一方の船がドック入りの期間中は午前のみの運航。
- 12月～4月にかけては、島トンバラ岩近海で運航中にクジラを目にすることもある。

- かつては4月～10月の季節運航で高速船も運航（久米島真泊港～那覇市泊港を約2時間で運航）していたが2004年で廃止され、2005年から既存の大型フェリーの運航を現在の1日2便に増便した。

### 航空便

#### 久米島空港－那覇空港
- 久米島空港～那覇空港間を約30分で運航。
- 日本トランスオーシャン航空 (JTA) の737-800と琉球エアーコミューター (RAC) のDHC-8-Q400CCが久米島空港と那覇空港との間を1日数便運航している（需要時期によって使用機材と便数に変動あり）。
- 沖縄(那覇)-久米島はフライト時間が非常に短く、時間効率の高い往復フライトが可能な路線であることから、JAL国内線マイル修行僧の中では有名な路線となっている。

#### 久米島空港－羽田空港
- 毎年7月半ば～8月の夏季限定で、日本航空（JAL）[10]が東京の羽田空港へ1便運航している（久米島空港発は那覇空港経由。2006年までは6月～9月の運航で久米島空港発も経由地なしだった）。
- 1997年に久米島空港がジェット化する前はYS-11が長年にわたって運航していた。
- 2015年からはフジドリームエアラインズ(FDA)による季節限定プログラムチャーター便を毎年運航している。

## 名所・旧跡・観光スポット・施設

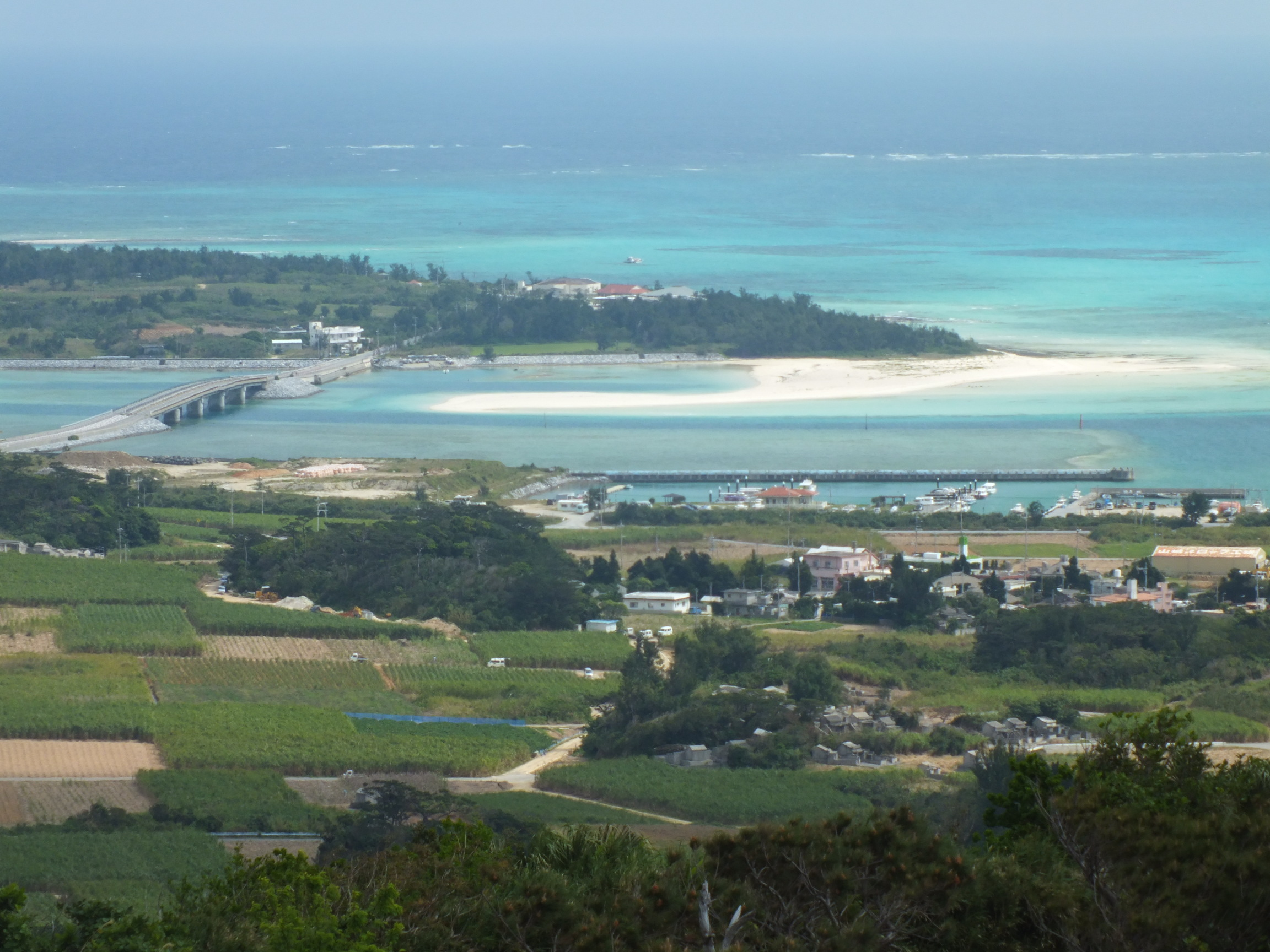
登武那覇城からみる奥武島と新奥武橋

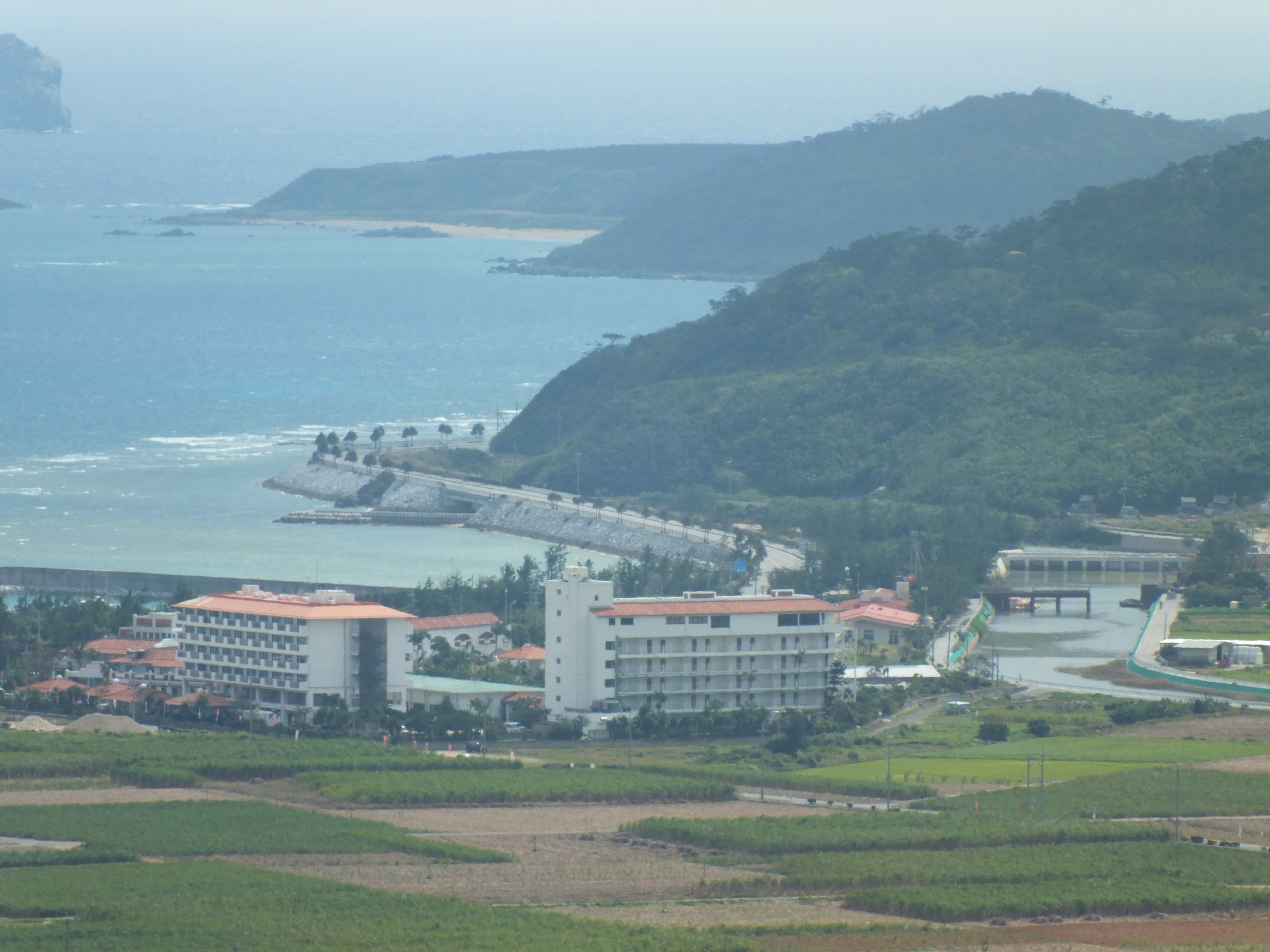
登武那覇城からみるイーフビーチ周辺。大きな建物はリゾートホテル。

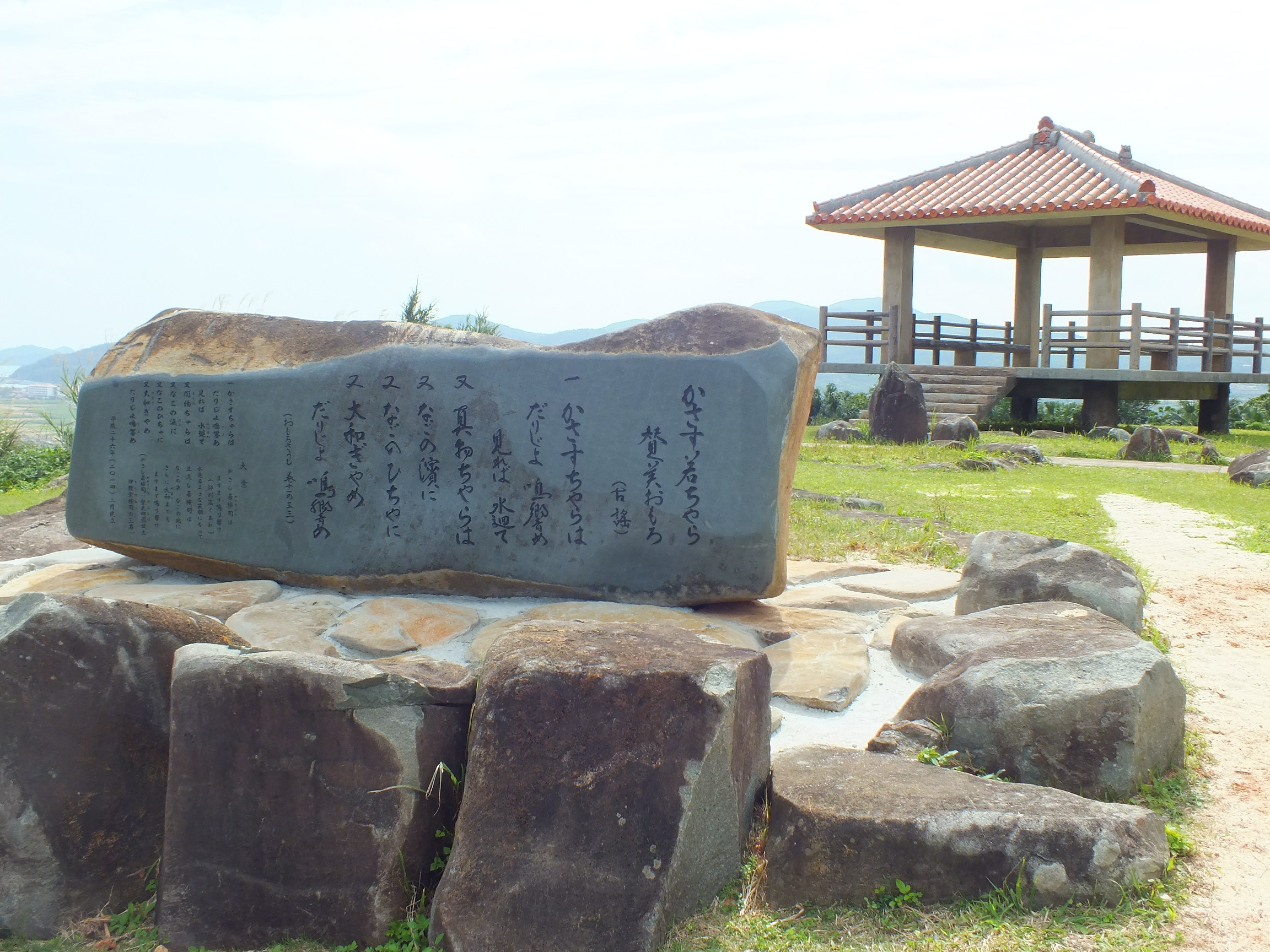
登武那覇城

### 史跡・文化財

#### 国指定
- 宇江城城跡（うえぐすくじょうあと）
  - 伊敷索(ちなは)按司(あじ)の長男である久米仲城(くめなかぐすく)按司が築いたとされている。城跡の築城年代は記録がなく不明。
  - 沖縄県内の城（グスク）のうち最高所に位置する山城であり、久米島のほぼ全体を眺望できる。
- 具志川城跡
  - 15世紀頃、真達勃按司（まだふつあじ）により築かれたと伝承されているグスク。標高25mの石灰岩の上には4つの曲輪があり、周囲は珊瑚石灰岩・琉球石灰岩の城壁で囲われている。
  - 具志川城は真達勃按司の子である真金声按司（まかねぐい）の時代、伊敷索按司（ちはな）の次男である真仁古樽按司（まにくだる）に攻め入られ落城した。
  - 島外に逃げた真金声按司は沖縄本島南部の喜屋武岬近くに逃げこみ、同じ名の具志川城（糸満市）を築城したと伝承されている。
- 上江洲家
  - 1754年建築で現存する沖縄県最古の民家。上江洲家は地頭代をつとめた家柄。
- 旧仲里間切蔵元跡石牆
  - 琉球王府時代の地方行政機関である久米島真謝(まじゃ)集落の蔵元跡に残る石垣。
  - 門の部分は石を四角に切った布積み、他の部分は自然の石の形を生かしたあいかた積みになっており、1700年代半ばに完成したといわれている。
  - 久米島町立美崎小学校が隣接している。石垣で囲まれた内側は現在は広場となっており、ご年配の方のゲートボール場としても使用されている。

#### 県指定
- 伊敷索城跡（ちなはぐすくあと）
  - 久米島白瀬川の河口にある城跡。城は白瀬川に沿った断崖を利用しながら野面積みの石垣をもって築かれている。城内からは１４、５世紀の貿易陶磁器が出土し、伝承では琉球王朝時代に久米島全域を治めていた伊敷索一族の城だとされる。
  - 伊敷索一族は、1510年(1506年とする説もある)の尚真王による久米島征伐のときに滅ぼされた。
- 登武那覇城跡（とぅんなはぐすくあと）
  - 琉球王朝時代・伊敷索（ちなは）按司の三男の笠末若茶良（がさしわかちゃら）によって築かれた城跡。
  - はての浜、奥武島などが一望できる。
- 仲里間切蔵元跡
- 大原貝塚
- 天后宮（てんこうぐう）
  - 遭難した冊封使の船団により贈られた菩薩堂。
  - 中国からの冊封使全魁のぜんかい船団が久米島の真謝港沖で遭難し、島民の救援によって無事に那覇に上陸できたことを感謝し、全魁が尚穆王を通じて建立された。
  - 天后宮の前には角力場があり、毎年7月に開催される真謝全島角力大会はここで催される。

- ウティダ石（太陽石）
  - 比屋定集落の東にある巨石。農作業の時期を知るために日の出の位置を線で刻んだといわれている。
- ヤジヤーガマ
  - 島西部にある鍾乳洞。全長800メートルにも及ぶ規模である（現在は途中迄で折り返し）。
  - 明治時代まで風葬に使われていたという説があり、洞窟内には今でも骨壷（厨子甕）や人骨が見られる。入場料要。

#### 町指定
- 泰山石敢當
  - 年代が記載されたものでは沖縄県内最古の石敢當。日本国内では2番目に古い。

### 名勝
- ハテの浜
  - 久米島の東側、奥武島・オーハ島の沖合に浮かぶ長さ約7kmの3つの砂洲。
  - 久米島に近い方から「前の浜（メーヌハマ）」「中の浜（ナカヌハマ）」「果ての浜（ハティヌハマ）」と名付けられているが、総称して「ハテの浜」と呼ばれている。
  - イーフビーチ近傍の「泊フィッシャリーナ」より、送迎船で渡ることができ、海水浴やシュノーケリングを楽しめるが安全管理上、遊泳区域がかなり限られている。
  - 砂浜だけの島で日よけとなる施設がない（簡易な日よけのみ）ため、遊ぶ際は日焼け止めが必需品。

- イーフビーチ
  - 島の東部にある砂浜。長さ約2kmにおよぶ白い砂浜で、「日本の渚百選」にも選ばれた。近くにはリゾートホテル・民宿・飲食店・コンビニエンスストアなどがある。
- アーラ浜
- シンリ浜

- ミーフガー（女岩）
  - 大きな割れ目のある岩。女性が拝むと子宝に恵まれるとの言い伝えがある。
  - 岩の割れ目が女性器を想起させることから、女岩と云われている。
- ガラサー山（男岩）
  - 兼城港から程近い場所にあるヒョウタン形の小島。正式名は精川島（せいがわじま）。ガラサーとは沖縄の方言でカラスのことであり、カラスが集まる山であることからガラサー山と呼ばれている。
  - こけしのような岩が突き出ており、男性器を想起させることから、男岩と云われている。
  - ミーフガー（女岩）と対をなす岩であり、合せて拝むことで夫婦円満になると言われている。
  - ひょうたん型をしていることからひょっこりひょうたん島のように見えると言われている。
- タチジャミ
- 熱帯魚の家
- 比屋定バンタ
- 阿嘉のひげ水
- 鳥の口
- ヒデンチガマ（洞窟潜水）
- おばけ坂
  - 島西部にある短い坂。下り坂だが途中から上り坂に見えるため、物を転がすと上り坂を上っていくように見える。

### 天然記念物

#### 国指定
- 五枝の松（ごえだのまつ）
  - 久間地集落にある樹齢約250年のリュウキュウマツ。伊平屋島の念頭平松と並んで沖縄県二大名松とされる。日本国内でも1本の松がこれだけ枝を広げた姿は珍しい。
- 畳石（たたみいし）
  - 島の東にある奥武島の海岸に、五角形や六角形に区切られた火山岩（安山岩）が整然と並ぶ柱状節理。岩の直径は1mにも達し柱状節理の直径としては極めて大きい。
  - 潮流の変化により地面に露出する岩が毎年徐々に変化している。そのため現在見える景色は数年後には変わっており、2度と見ることができない。

#### 県指定
- 宇根の大ソテツ
  - 宇根集落の喜久村家の庭にある樹齢250年以上といわれる2株の大ソテツ。
- 真謝の美ら福木

### その他施設
- 久米島自然文化センター
- 奥武島キャンプ場
  - 日帰りでの利用が可能で、アウトドア用品のレンタルも可能。通年アウトドアやキャンプを楽しめる。
- バーデハウス久米島
  - 上記畳石の目の前に建てられた、海洋深層水温浴施設。ドイツなどの温泉施設を模した、世界初の海洋深層水を使用した温浴施設「バーデプール」や深層水スパ・サウナなどがある。施設の老朽化等に伴い現在閉館中(2022年6月8日時点)。
- 久米島の久米仙
  - 泡盛酒造メーカー。島北部に醸造所があり、併設の直売所がある。
- あじまー館
  - 体験プログラムに参加可能な「島の学校@久米島」、沖縄料理「あんまー食堂」、島の特産品を販売する「島むんショップ」などがある。
- 久米島ホタル館
  - 久米島に生息している生物の展示や標本などがある。
- 久米島紬ユイマール館
- カンジンダム -地下ダムダム湖は「カンジン貯水池」として農林水産省のため池百選に選定されている。
  - 天然記念物クメジマボタルの生息地

- 新奥武橋・奥武橋
  - 現在、久米島と奥武島との間には1982年開通の海中道路があるが、以前は奥武島住人は徒歩や潮の満ちた時間には竹馬で渡島し久米島へ通勤通学していた。
  - 海中道路の完成以降、船舶の通行用に中間点にあった砂州や海底が非常に深くえぐり取られ危険なため、潮の干満に関わらず竹馬を用いた渡島は禁止されている。
  - 地元民の釣りスポットの１つ。冬季になるとアオリイカ釣れる。
  - 地元の中高生の娯楽として橋の上から海に飛び込むことがあるが、水面までかなりの高さがあるため非常に危険である。
  - 橋を渡った先にある奥武島には、沖縄本島の奥武島（南城市）とは異なり天婦羅屋は無い。

はての浜の空中写真。（1977年撮影の7枚より合成作成）。

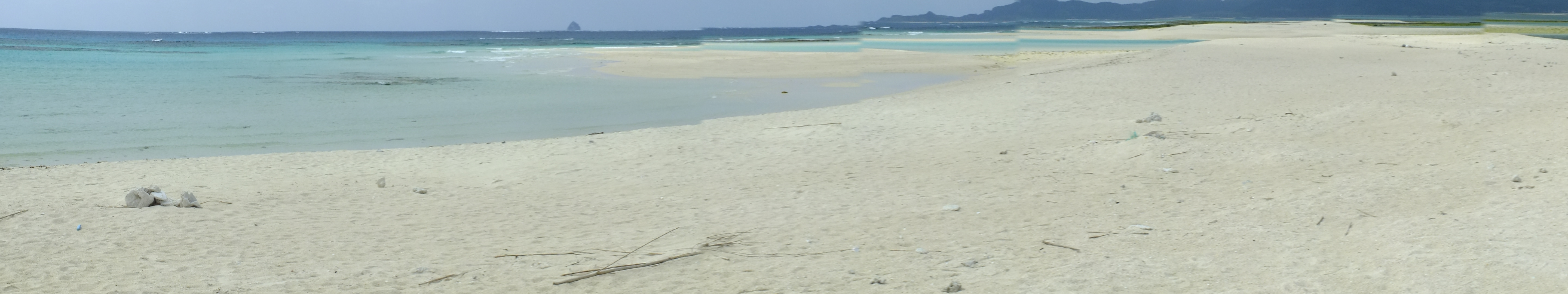
全長5km以上のサンゴ洲島はての浜

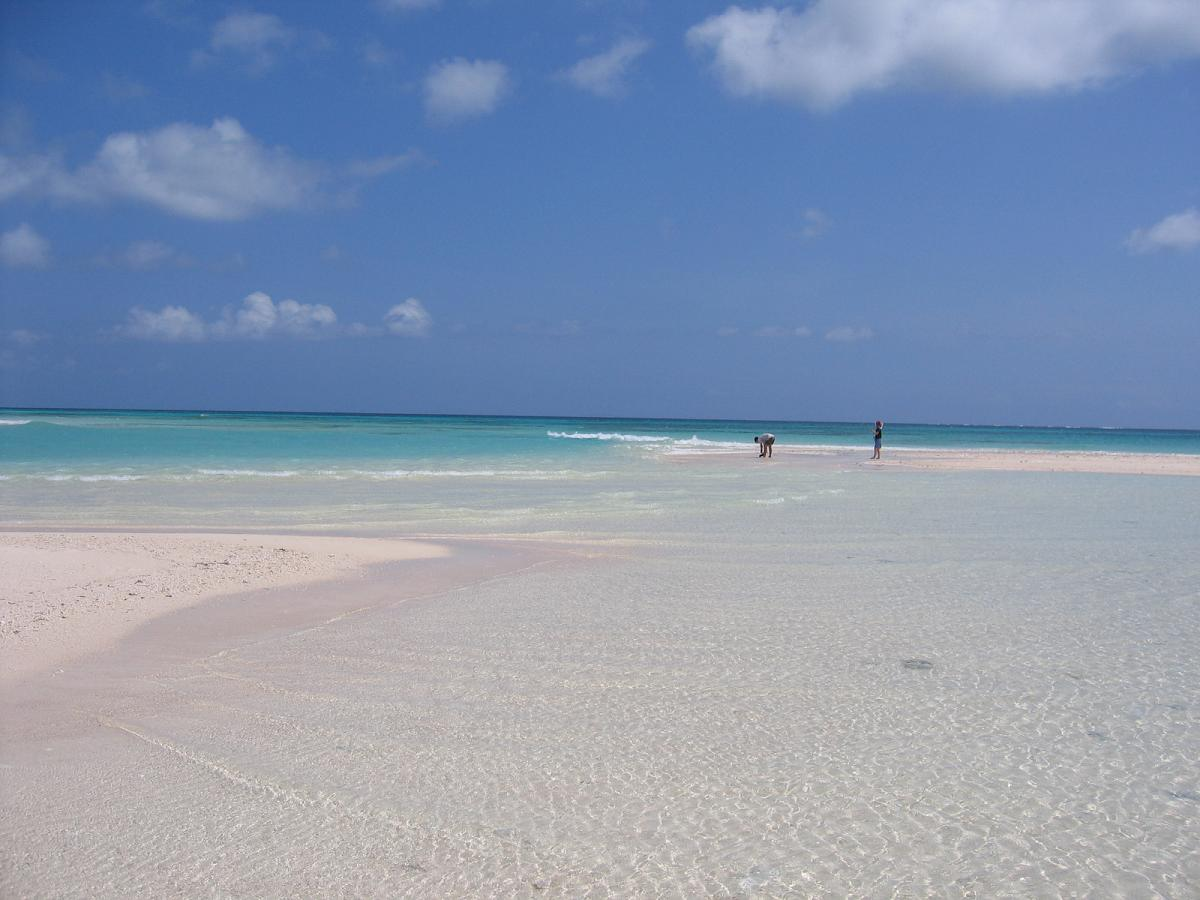
はての浜
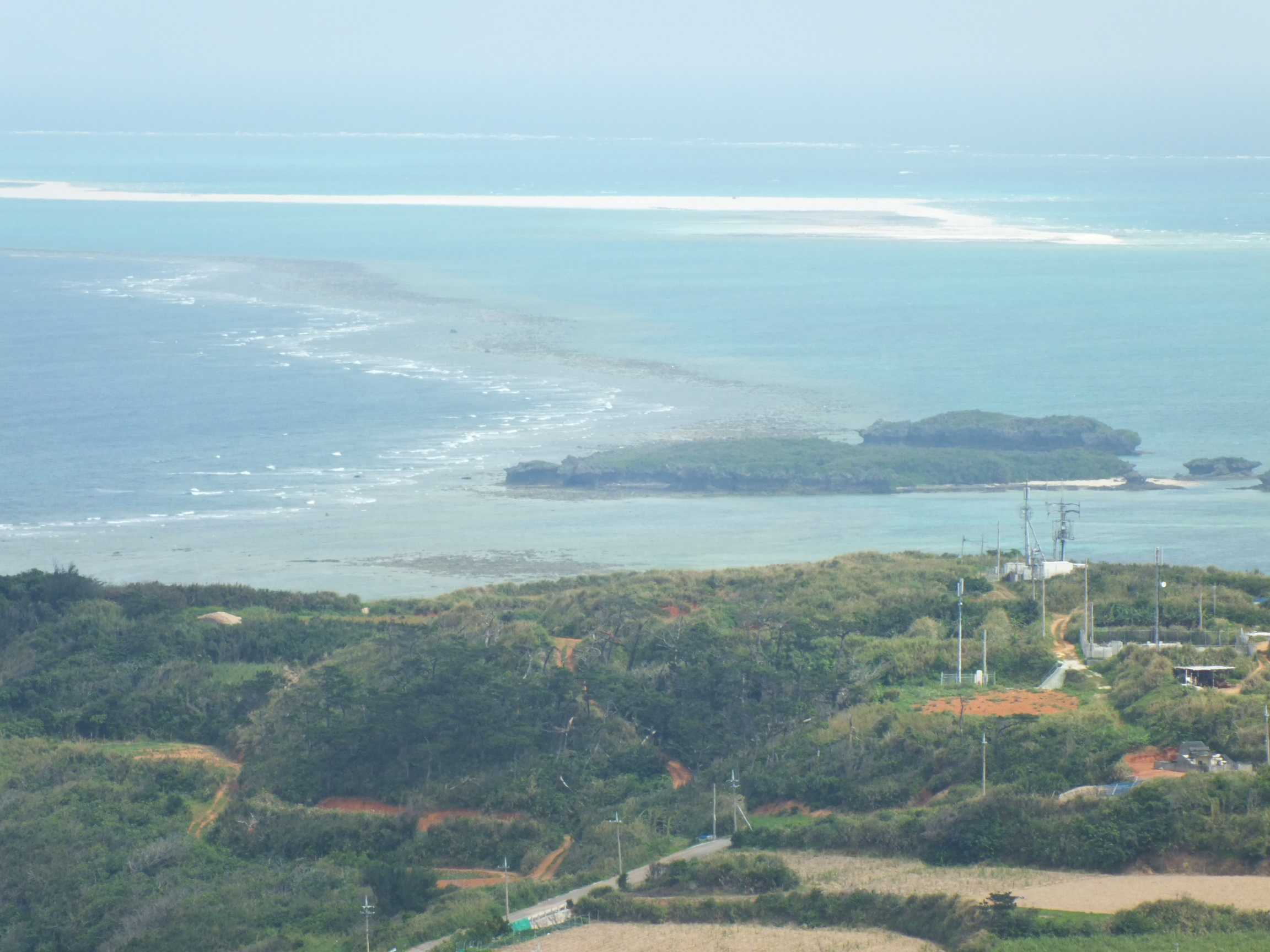
登武那覇城からみるはての浜
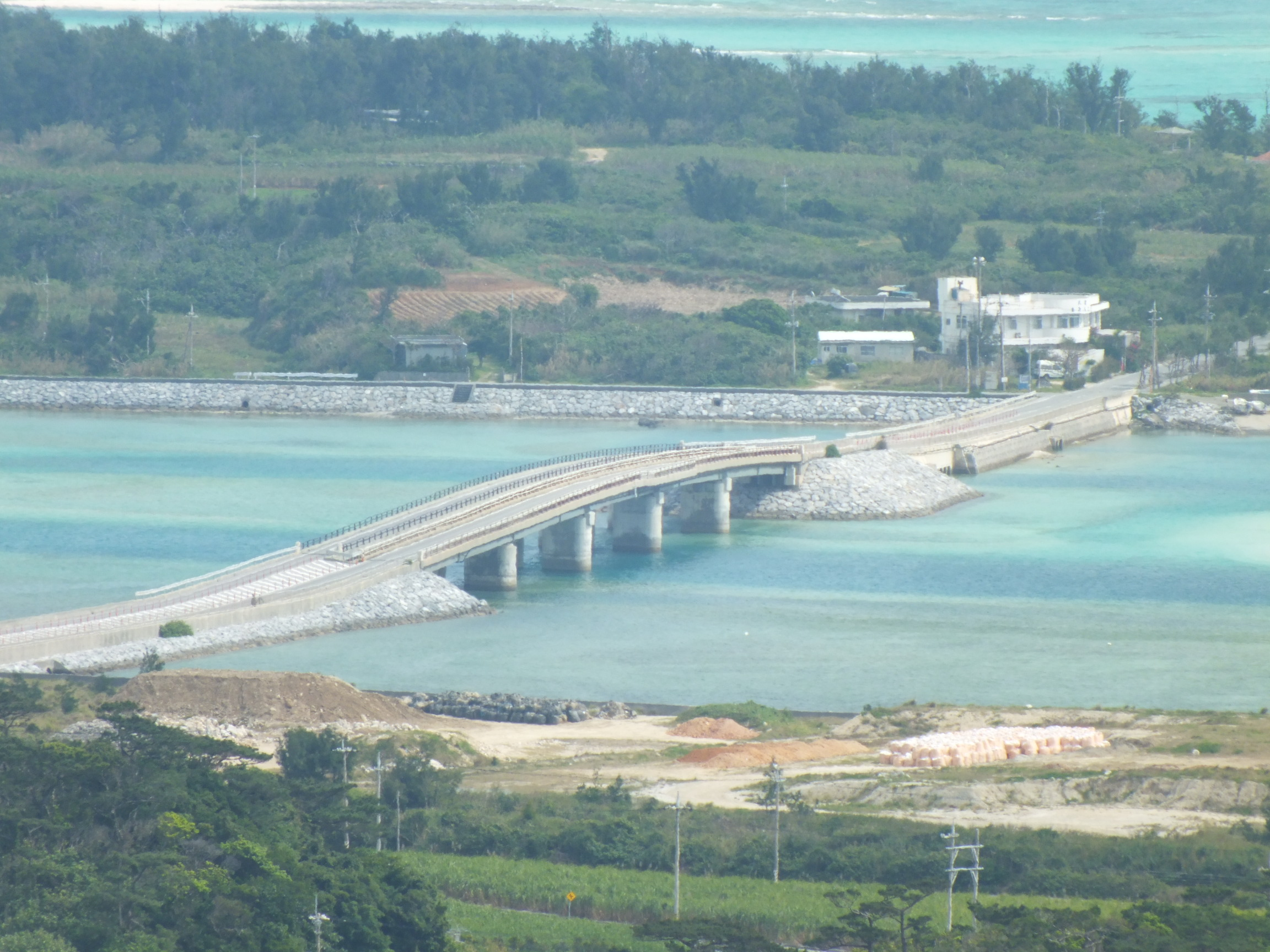
奥武島へ渡る新奥武橋
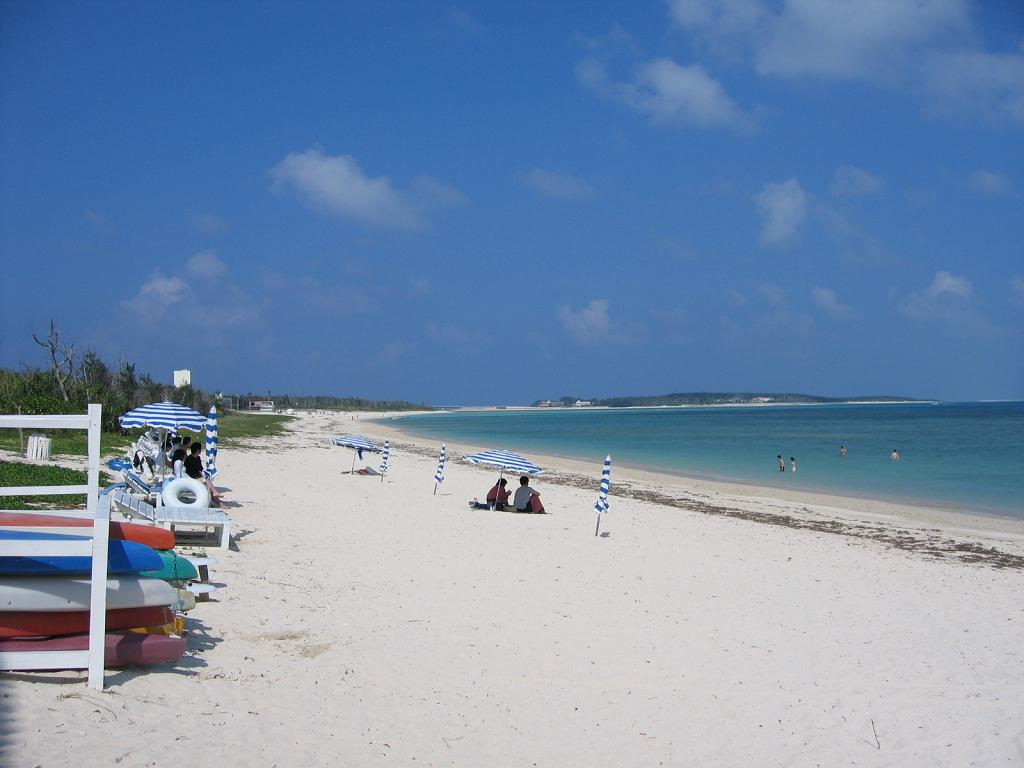
イーフビーチ
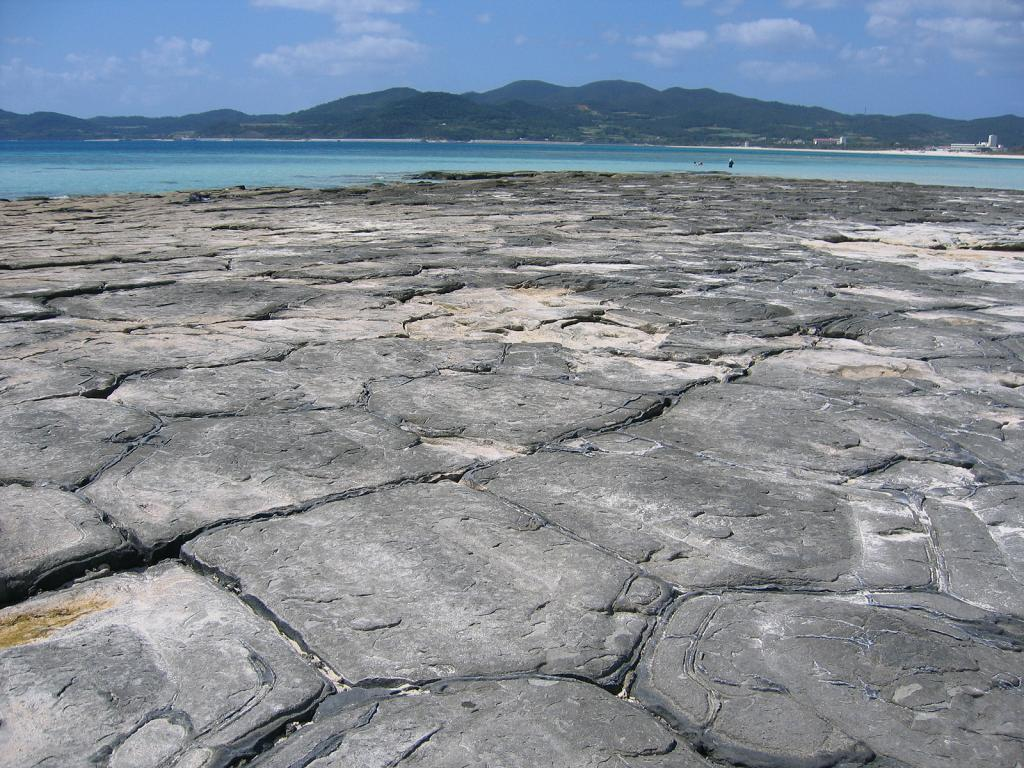
畳石
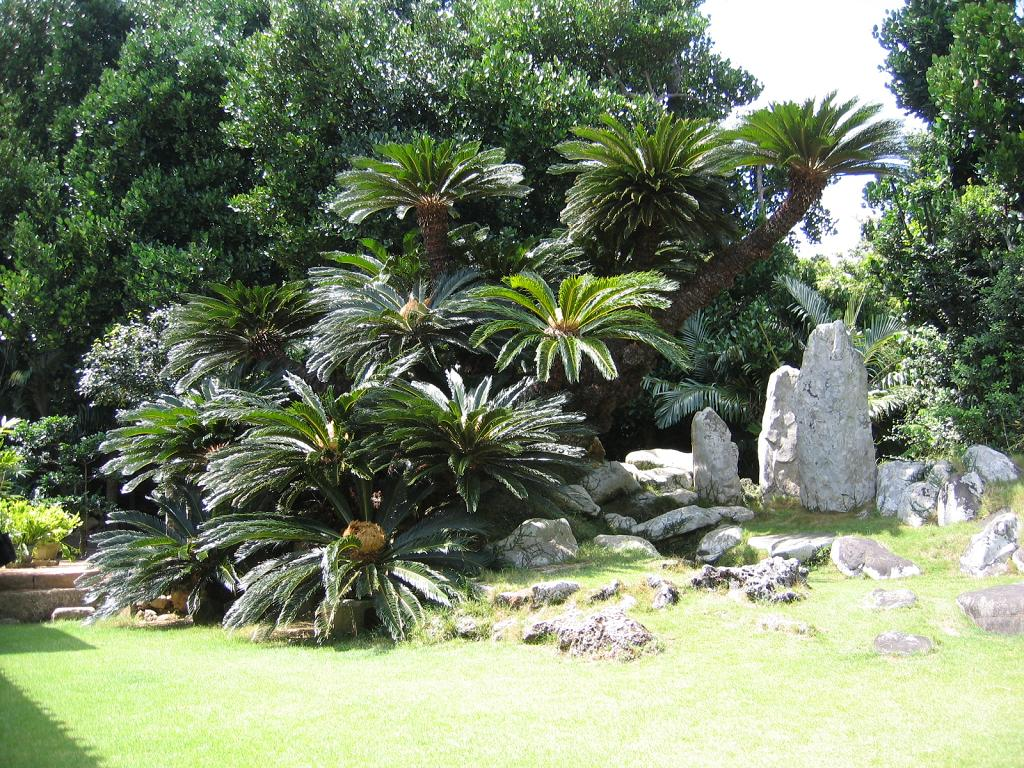
宇根の大ソテツ
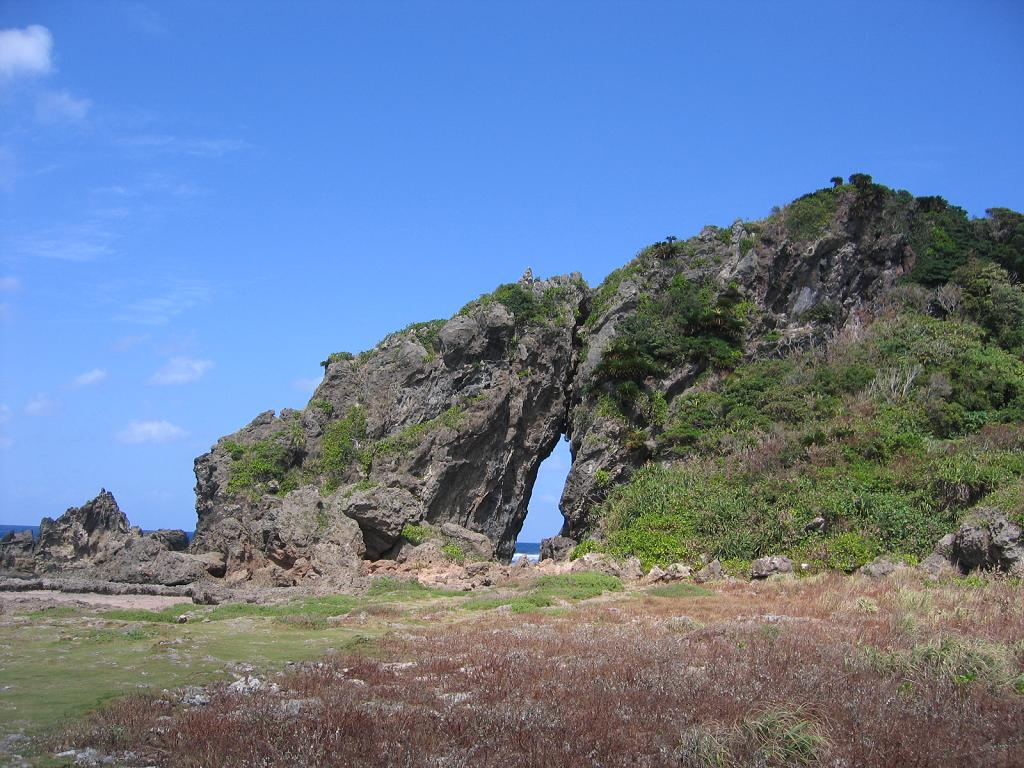
ミーフガー
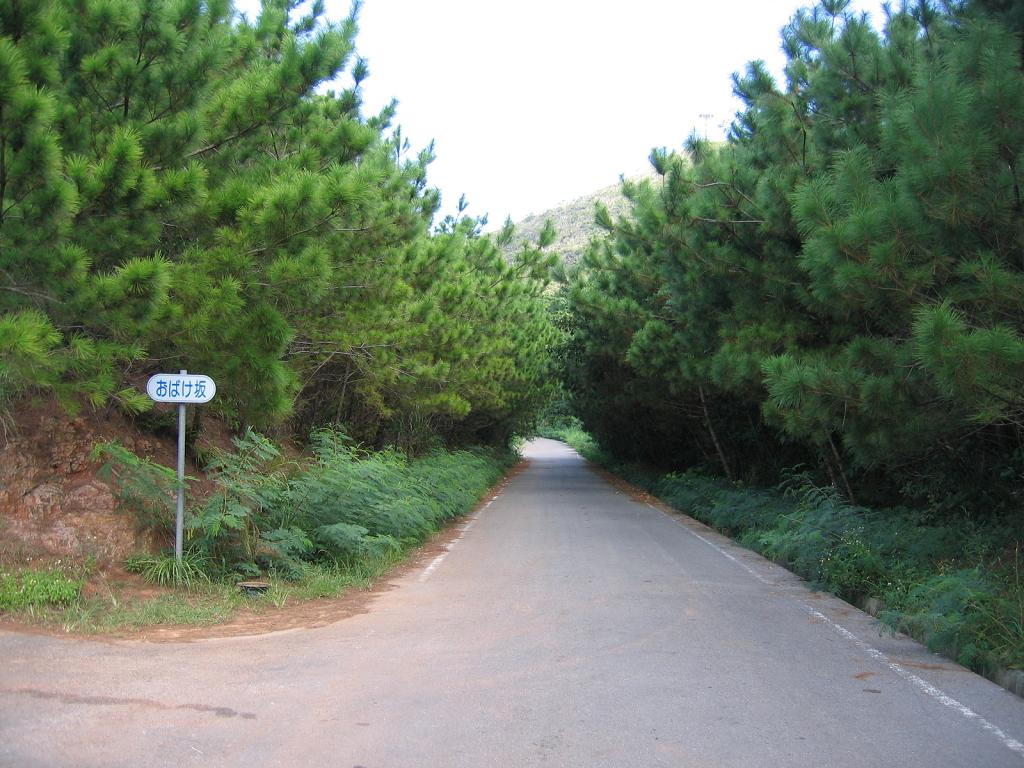
おばけ坂

## アクティビティ
久米島のアクティビティとしてはダイビングが主である。久米島では冬の季節はクジラなども見られ、またマンタのスポットもあり、ダイバーにとっては大変良い場所である。多くのダイビングショップはイーフビーチ地区にある。

### ダイビングショップ
- 久米島ダイビング ドラゴンナイト
- ダイビングセンター SHIRAHAMA
- ダイブエステバン

## 名産品

### 飲料品
- 久米島の久米仙（株式会社久米島の久米仙）
  - 沖縄県内最大級の生産規模を誇る、泡盛の代表格。
  - グリーンボトルは以前は島内のみでしか目にすることがなかったが、最近ではオンラインショップでも入手可能。
- 美ら蛍（米島酒造）
  - 米島酒造の泡盛生産量の8割が久米島内で消費されてしまい、生産量が少ないこともあり、沖縄県外ではあまり見かけることはない。
- 球美の水
  - 久米島沖612mから採水された海洋深層水。

### 水産品
- 車海老
  - 生産量本一。久米島には海洋深層水を利用して育てた稚エビ(種苗)を供給する「種苗供給センター」があり、これにより久米島各地の養殖場は安定した車エビの生産を行うことができる。
  - 『見た目の伊勢海老、味の車海老』とも言われており、見た目の華やかさを求めるなら伊勢海老を、実際に食べて美味しいのは車海老と言われている。
  - 久米島で育った車海老は高級料理店などでも高く評価されている。
- 海ぶどう
  - 海ぶどうを育てる際には水が重要な要素となる。久米島の海ぶどうの養殖には海洋深層水が使われており、海洋深層水に含まれるミネラルを吸収している。そのため他の地域の海ぶどうに比べて、優れた食感であると定評がある。
  - 10月から4月頃までの時期に限られる天然ものと違い、この海洋深層水の水温や水質の管理を徹底することで一年中出荷ができるようになっている。

### 農産品
- 久米島珈琲
- パイナップルジャム（赤嶺パイン園）

### 畜産品
- 久米島赤鶏

### 菓子類
- 元祖みそクッキー（しまふく）
- サーターアンダギー（山里ゆんたく市場）
- カマボコチップ（かまぶくの店 助ろく）
- 紅芋シュークリーム（YUNAMI FACTORY）

### 加工食品
- 久米島たいらの味噌（たいら）
- くめじまマース
  - 海洋深層水から作る天然塩

### 服飾品
- 久米島紬
  - 沖縄の伝統芸能の1つになっている。紬の発祥で、重要無形文化財としても指定されている。

## 年間の祭事・催事（イベント）

### 1月
- 町新年会（上旬）
- 町成人式（上旬）
- 久米島のんびりウォーク（中旬）
  - 景色をのんびりと楽しみながら、島民や全国から集まるウォーキング愛好者と交流の輪を広げる。
  - コースは、4キロから30キロまで2日間で7コース。2017年からは「ダムを渡る風コース」が設立。
  - 1月の久米島は、カンヒザクラ（寒緋桜）と久米島固有の椿「久米紅」が咲き、美しい自然を堪能しながら参加することができる。

### 2月
- 久米島町長杯パークゴルフ大会
  - 全国からパークゴルフ愛好者の皆様を迎え行われる久米島町長杯パークゴルフ大会。
  - 第３回大会からJALJTAカップと共同開催し、男女優勝者はJALカップ（北海道）へ招待されます。

### 4月
- 海開き祈願祭（上旬）

- ハテの浜クリーンアップ（下旬）
  - 島民や全国から集うボランティアの方々による、はての浜の一斉清掃活動。

### 5月
- 消防フェア（上旬）
  - 町内の児童や生徒、その保護者などを主な対象とした毎年の恒例行事。
  - 消防団員による様々なアトラクションコーナーや、消防士体験コーナーなどに参加することができる。
- 宜野湾～久米島ヨットレース（下旬）
  - 宜野湾港マリーナ沖をスタート後、慶良間諸島を通過し久米島トンバラ岩を一周したのち、久米島兼城港沖をゴールとするヨットレース。

### 6月
- Sea Water Dream フェスティバル（上旬）
  - 「久米島海洋深層水の日」に因んだ関連施設の見学や商品の展示、深層水関連商品や地元の採れたて野菜の展示即売などがあり、ステージイベントでは島唄、球美若獅子太鼓の演舞なども披露されます。
  - 海洋深層水で遊べるミニプールやお楽しみ抽選会、景品がもらえる〇×クイズ大会など子供と一緒に楽しめる企画も用意されています。
  - 会場で屋台も出店され、沖縄そばや久米島漁協の新鮮な魚介類の塩焼きなどが楽しめます。

- 久米島町慰霊祭（6月23日）
  - 沖縄県が制定している慰霊の日（いれいのひ）に、沖縄戦等の戦没者を追悼する。
  - 久米島の慰霊の碑は大岳小学校の隣に奉られている。

- ハーリー大会（鳥島、真泊、儀間）（下旬）
  - 毎年旧暦の5月4日の海神祭の日に、沖縄県久米島で開催されている豊漁祈願と航海安全を祈願する伝統行事です。
  - 地元の中学生も参加する。

### 7月
- 真謝全島角力大会（上旬）

### 8月
- 久米島まつり（上旬）

- 儀間志良堂蔵角力大会（中旬）
- 謝名堂南謝門角力大会（中旬）
- 西銘全島角力大会・西銘エイサ（下旬）
- 久米島町肉用共進会　（下旬）

### 9月
- 旧盆エイサー（謝名堂、真我里、比嘉、真謝、儀間、宇根、鳥島、嘉手刈）（上旬）
- 敬老会（中旬～下旬）
- 仲地全島角力大会（旧暦8月5日）（下旬）
- ハワイアンフェスティバル（下旬）

### 10月
- 町民運動会（上旬）
- 久米島マラソン（下旬）

### 11月
- 久米島シュガーライド（下旬）
- 久米島車エビフェスタ（下旬）

### 12月
- 町産業まつり（上旬）

## 放送

### テレビ
- テレビは1964年に琉球放送(RBC)テレビが県内では初めてテレビ中継局を設置、県内民放テレビでは唯一VHFの中継局。その後NHK（設置当時は復帰前の1971年で沖縄放送協会(OHK)だった）、沖縄テレビ放送(OTV)が設置したが、OTVが設置したのは本土復帰後の1977年でUHFによる中継局だった。当時はNHKもVHFだったため、リモコン式テレビが導入されるまでOTVは親局の8ではなく、Uにセットされていた。その後1995年にNHKはEスポによる混信解消でUHFに変更。琉球朝日放送(QAB)は同年秋の開局と同時に中継局を設置。また最初からUHFだったOTVと、後からUHFに変更したNHKは町役場のある島の東側にも中継局を設置した（RBCは久米島局で十分カバーできるため、QABは開局したばかりで設置しなかった）。
- 久米島での地上デジタルテレビジョン放送は2007年に久米島中継局、2008年に久米島東中継局でそれぞれ開始された（アナログ放送で久米島東中継局が未設置だったRBC・QABでもデジタル新局として開局した）。

| 所在地 （リモコンキーID） | 総合 （1） | 教育 （2） | RBC （3） | OTV （8） | QAB （5） |
| ------------------------- | ---------- | ---------- | --------- | --------- | --------- |
| 久米島                    | 33         | 25         | 30        | 31        | 32        |
| 久米島東                  | 20         | 19         | 21        | 22        | 23        |

### ラジオ
- 県域放送局のラジオはNHKFMのみ設置されており（84.2MHz）、AM局は沖縄本島の那覇本局から直接受信している。またFM沖縄も那覇本局からの放送エリアにギリギリ入っているため受信可能。
- コミュニティFM局のFM久米島（89.7MHz）が2012年に開局。なおFM久米島は通常のコミュニティFM局の上限出力（20W）を上回る80Wで送信しており、コミュニティFMの出力としては日本最大である。

## 久米島出身の有名人
- 仲原善忠（1890年7月15日－1964年11月25日）
  - 旧・仲里村（現・久米島町）字真謝出身。
  - 日本の教育者、沖縄研究家。
  - 機関誌『沖縄文化』を創刊,古歌謡『おもろさうし』の研究につくした。
  - 久米島町字真謝にある生家は「仲原家住宅」として一般公開されている。
- 大田昌秀（1925年6月12日 - 2017年6月12日）
  - 旧・具志川村（現・久米島町）出身。
  - 元沖縄県知事、元社会民主党参議院議員。琉球大学名誉教授。特定非営利活動法人沖縄国際平和研究所理事長。
  - 2017年7月に町民葬が執り行われた。
- 小島よしお
  - 本人曰く住んでいたのは半年間だったが、母親が久米島町出身である。
  - 久米島観光大使を務める。
  - 母親は現在も久米島在住であり、町内で飲食店「O 2ハッピー（オオ・ハッピー）」を営んでいる。
- 新垣樽助
  - 声優

## 備考
- よい水が採れるため、沖縄県地域有数の稲作地帯であるとともに、その水と米を利用した酒所としても知られる。二軒の酒造所があり、特に「久米島の久米仙」（社名も銘柄名に同じ）は、現在では県外においても有名。ただし、同名「久米仙」の泡盛が那覇（社名は久米仙酒造）でも造られている。
- 車海老の生産量日本一を誇る。